# METRANS
METRANS, a.s. (VKM: MT) je operátor kombinované dopravy a provozovatel kontejnerových terminálů. Společnost byla založena v roce 1948 (původně jako společnost pro mezinárodní zasílatelství a námořní plavbu) a sídlí v Praze. Jejím majoritním vlastníkem je německá skupina Hamburger Hafen und Logistik (HHLA) s podílem 86,5 %, druhým největším
akcionářem je management společnosti s podílem 13,5 %.

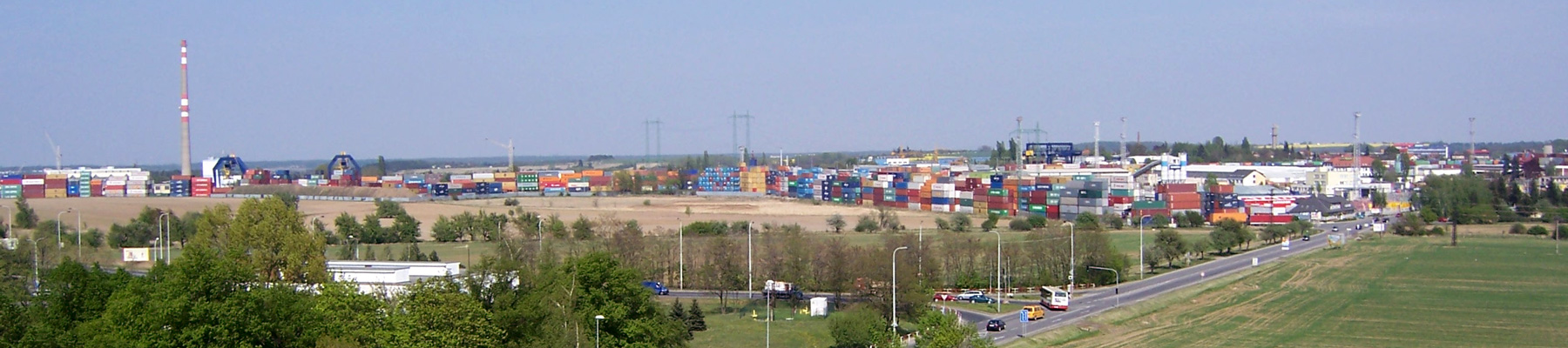
Terminál Metrans Praha-Uhříněves

## Kontejnerové terminály

### Česko
- Kontejnerový terminál Praha-Uhříněves
- Kontejnerový terminál Zlín v Lípě nad Dřevnicí
- Kontejnerový terminál Plzeň v Nýřanech[6]
- Kontejnerový terminál Ostrava-Šenov v Šenově (od 1. června 2011)[7][8]
- Kontejnerový terminál Česká Třebová (dokončen v lednu 2013)[9]
- Kontejnerový terminál Ústí nad Labem[10]

### Slovensko
Prostřednictvím dceřiné společnosti METRANS /Danubia/, a.s. provozuje terminály:
- Kontejnerový terminál Dunajská Streda
- Kontejnerový terminál Košice[6]

### Maďarsko
V Maďarsku provozuje dceřiná společnost METRANS Kontener Kft. terminál v Budapešti. Nově vybudovaný terminál byl otevřen 14. června 2017.

### Rakousko
Společnost provozuje trimodální terminál Krems an der Donau, který odkoupila v roce 2012 od firmy Mierka Donauhafen Krems.
V roce 2017 bylo v 10 vlastních terminálech společnosti přeloženo 3 024 000 TEU.

## Kontejnerové vlaky

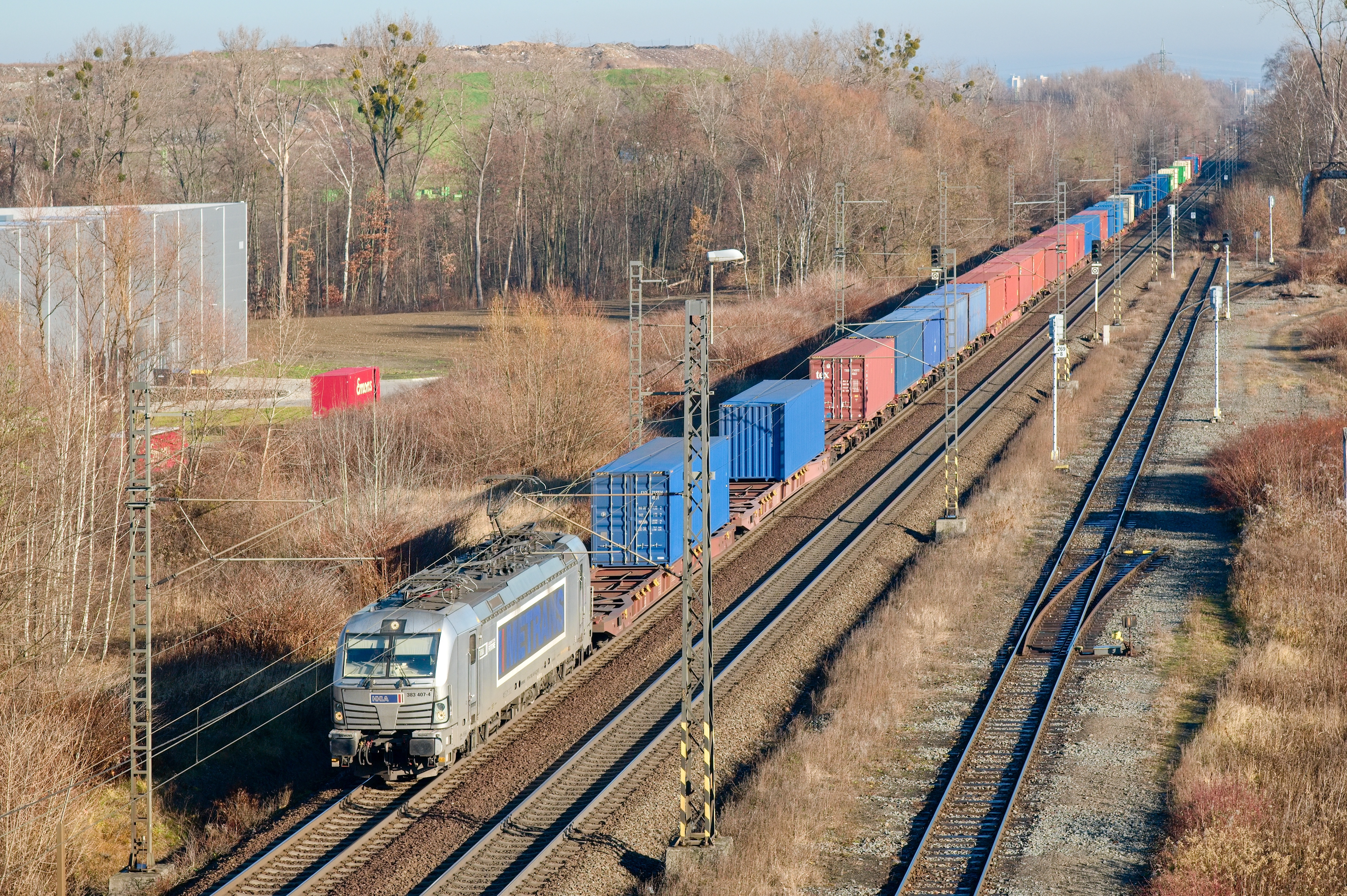
Kontejnerový vlak Metransu z Małaszewicz do České Třebové

Společnost provozuje ucelené kontejnerové vlaky (tzv. shuttly) mezi terminálem v Praze a severomořskými přístavy Hamburg a Bremerhaven a přípojné vlaky z Prahy do Lípy nad Dřevnicí a Dunajské Stredy. Dále provozuje spojení s jaderskými přístavy Koper (z Dunajské Stredy a Budapešti) a Rijeka (z Dunajské Stredy).
Dopravcem vlaků firmy Metrans byly na území Česka pouze České dráhy (resp. později ČD Cargo), na Slovensku pak výhradně Železničná spoločnosť Cargo Slovakia. Monopol těchto dopravců byl prolomen 16. dubna 2008, kdy kontejnerový vlak Metransu v relaci Praha-Uhříněves – Norimberk odvezl dopravce Railtrans. 3. července 2008 pak Railtrans odvezl zkušební kontejnerový vlak v relaci Praha-Uhříněves – Dunajská Streda. V srpnu 2009 pak Metrans majetkově vstoupil do společnosti Railtransport, jejíž název se od července 2011 změnil na METRANS Rail.
V roce 2014 společnost přepravila 853 259 TEU, což je o 17,2 % více než v roce 2013. V roce 2017 již objem přepravy stoupl na 1 021 000 TEU.

## Park vozidel

### Kontejnerové vozy
Společnost používá pro své přepravy především vlastní 80stopé kloubové kontejnerové vozy řady Sggrss. V letech 2004 až 2009 dodala společnost Tatravagónka Poprad celkem 1060 kusů vozů tohoto typu. Od roku 2012 společnost začala do svého parku zařazovat nové čtyřnápravové vozy délky 80 stop s označením Sggnss, které rovněž vyrábí Tatravagónka Poprad.

### Lokomotivy

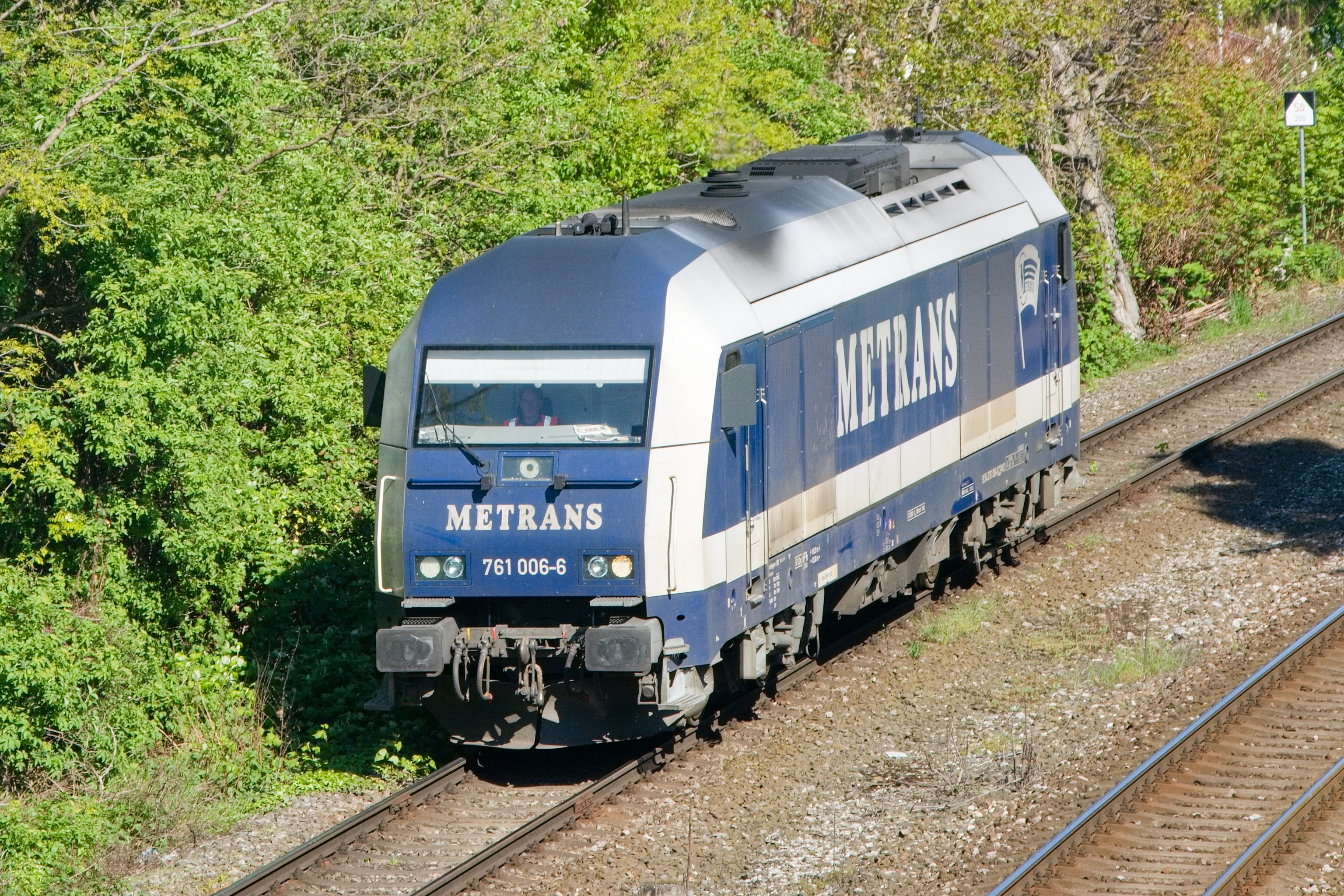
Lokomotiva Siemens Eurorunner č. 761.006

Společnost měla původně jen lokomotivy řady 740, které používal pro posun ve vlastních terminálech. Z důvodu nespokojenosti s kvalitou přeprav mezi přístavem Koper a terminálem v Dunajské Stredě se společnost rozhodla pro tyto vlak koupit vlastní dieselové lokomotivy. Vybrány byly lokomotivy typu Siemens Eurorunner, kterým byla v Česku přidělna řada 761. První tři lokomotivy byly dodány v roce 2011, o rok později byla doobjednána čtvrtá lokomotiva (761.004), nakonec byla objednávka rozšířena o další tři stroje téhož typu dodané v roce 2013.
Další investice společnosti směřovaly do pořizování elektrických lokomotiv. První objednávkou bylo 20 kusů lokomotiv typu Bombardier TRAXX F140MS. Tyto stroje s českým řadovým označením 386 (tj. čísel 386.001 až 386.020) byly dodány v letech 2014 a 2015. Postupně byla flotila těchto lokomotiv v parku Metransu rozšířena na celkových 40 kusů.
V roce 2019 Metrans objednal 10 elektrických lokomotiv Siemens Vectron řady 383 s opcí na dalších 20 lokomotiv. První stroj z této objednávky – 383.401 – dorazil do Česka 4. října 2019.

## Opravárenská základna
Pro zabezpečení údržby a oprav rozsáhlého vozového parku Metrans v roce 2008 odkoupil dílny DYKO, které vznikly v roce 1989 privatizací opravárenského závodu kolejových vozidel ČSD v Kolíně. Závod nese od června 2011 název METRANS DYKO Rail Repair Shop. S necelými 150 zaměstnanci  provádí opravy kontejnerových vozů a železničních dvojkolí, ale také uvádí do provozu elektrické lokomotivy TRAXX a Vectron, na nichž vykonává i následné revize a opravy.